# Marjan Barnier
Marjan Barnier (Eindhoven, 12 mei 1954 - Kotem, 21 augustus 2008) was een beeldend kunstenares.

## Opleiding en werk
Barnier volgde een opleiding aan de Koninklijke Academie voor Kunst en Vormgeving in 's-Hertogenbosch en specialiseerde zich in het werken met metaal. Haar werken bestaan uit diverse concepten die te maken hadden met het dagelijks leven en het verloop van de tijd. Het werken met plaatstaal leidde onder meer tot een serie silhouetfiguren van diverse soorten vee in een naturalistische stijl in opdracht van de Brabanthallen.

## Werken in de openbare ruimte
- Vijf Situaties in Eindhoven (1987); Op vijf plaatsen in Eindhoven zijn metalen kistjes ingegraven met een steen met bijpassende inscriptie. De kistjes liggen op het Stadhuisplein (vertegenwoordigt de bestuurlijke macht), bij de watertoren (energie) Piazza (commercie) het Evoluon (wetenschap en techniek) en de Rabobank aan de Neckerspoel (geld).
- Metalen Vee in 's-Hertogenbosch (1982); Dit werk was een onderdeel van het hekwerk bij de Brabanthallen, dat inmiddels is afgebroken. Metalen Vee was het winnende ontwerp in een wedstrijd die was uitgeschreven n.a.v. het vijftigjarig bestaan van de veemarkt in de Branbanthallen.

## Boek
- Illustraties van het Kinderkookboek met natuurvoedingsrecepten voor smulpapen en jonge koks van Ineke Janssen en Jan Stevens. Uitgeverij Iris, Eindhoven, 96 pagina's, ISBN 90 71062 40 6